# سامسونج جالكسي جيو
سامسونج جالكسي جيو (بالإنجليزية: Samsung Galaxy Gio)‏ هو هاتف ذكي من إلكترونيات سامسونج ضمن سلسلة مجرة يعمل بنظام أندرويد، تم طرحه في الأسواق في 1 مارس 2011.

## الخصائص
- نظام التشغيل: أندرويد
- الكاميرا الخلفية: 3.15 ميجابكسل
- الشاشة: إل سي دي
- الوزن: 102 غ (3.6 أونصة)
- المعالج: 800 ميجا هرتز